# Okan Buruk
Okan Buruk, gyakran csak Okan (Isztambul, 1973. október 19. –) török válogatott labdarúgó, edző, a Galatasaray menedzsere.

## Pályafutása

### Játékosként

#### Klubcsapatokban
Okan Buruk a Galatasaray SK akadémiáján nevelkedett. 1991-ben került fel a felnőtt csapat keretébe, ahol 2001-ig összesen 227 mérkőzésen 33 gólt jegyzett. A csapattal összesen 6 török bajnoki címet szerzett, továbbá megnyerte az UEFA-kupa 1999–2000-es kiírását és az UEFA-szuperkupa 2000-es döntőjében is diadalmaskodott.
2001-ben az olasz FC Internazionale Milano játékosa lett, ahol három évig játszott és összesen 38 mérkőzésen szerepelt. Ezt követően visszatért hazájába és két évig a Beşiktaş JK játékosa volt, mielőtt 2006-ban visszatért nevelő egyesületéhez, a Galatasaray-hoz. Miután itt lejárt a szerződése, 2008 júliusában csatlakozott az İstanbul Başakşehir csapatához és innen vonult vissza játékosként a profi labdarúgástól 2010-ben. 

#### A válogatottban
Többszörös török korosztályos válogatott.
1992 és 2010 között összesen 56 alkalommal lépett pályára hazája válogatottjában. Részt vett többek között a 2000-es Európa-bajnokságon és a 2002-es világbajnokságon is. Utóbbiban, Dél-Korea legyőzésével Törökország a bronzérmet szerezte meg.

### Edzőként
Játékos karrierje befejezése után profi menedzserré vált. 2018. május 10-én a Török kupa döntőjében a Fenerbahçe 3–2-es legyőzésével története második trófeájához vezette az Akhisar Belediyespor gárdáját.
A 2018–19-es szezonban a Çaykur Rizespor-t irányította, majd 2019. június 11-én kinevezték az İstanbul Başakşehir élére. Az első két fordulóban egyaránt vereséget szenvedtek, majd ezt követően folyamatosan javult és fejlődött a csapat játéka. 2020. július 17-én a Kayserispor 1–0-s legyőzésével, rögtön itteni első idényében története legelső bajnoki címéjez vezette az isztambuli egyesületet. Végül 34 bajnoki mérkőzés alatt 20 győzelmet, 9 döntetlent és 5 vereséget könyvelhettek el.
A 2020–21-es kiírást meglehetősen gyengén kezdte a csapat, ezért néhány bajnoki után közös megegyezéssel távozott és Aykut Kocamant nevezték ki a helyére.
2021 áprilisában felmerült, hogy a magyar Ferencváros irányítását veheti át a távozó Szerhij Rebrovtól. 2022. június 23-án a nyári szünet alatt megegyezett korábbi klubjával, a Galatasaray SK-val.

## Statisztikái

### Klubcsapatokban
| Klub             | Szezon           | Liga  | Liga | Kupa  | Kupa | Európa | Európa | Összesen | Összesen |
| Klub             | Szezon           | Mérk. | Gól  | Mérk. | Gól  | Mérk.  | Gól    | Mérk.    | Gól      |
| ---------------- | ---------------- | ----- | ---- | ----- | ---- | ------ | ------ | -------- | -------- |
| Galatasaray      | 1991–92          | 1     | 2    | —     | —    | —      | —      | 1        | 2        |
| Galatasaray      | 1992–93          | 15    | 0    | —     | —    | 1      | 0      | 16       | 0        |
| Galatasaray      | 1993–94          | 2     | 0    | —     | —    | 2      | 0      | 4        | 0        |
| Galatasaray      | 1994–95          | 20    | 0    | —     | —    | 1      | 0      | 21       | 0        |
| Galatasaray      | 1995–96          | 28    | 1    | —     | —    | —      | —      | 28       | 1        |
| Galatasaray      | 1996–97          | 16    | 3    | —     | —    | 2      | 0      | 18       | 3        |
| Galatasaray      | 1997–98          | 24    | 3    | —     | —    | 2      | 0      | 26       | 3        |
| Galatasaray      | 1998–99          | 28    | 11   | —     | —    | 6      | 1      | 34       | 12       |
| Galatasaray      | 1999–00          | 28    | 8    | —     | —    | 13     | 2      | 35       | 9        |
| Galatasaray      | 2000–01          | 26    | 2    | —     | —    | 12     | 0      | 38       | 2        |
| Galatasaray      | Összesen         | 188   | 30   | —     | —    | 39     | 3      | 227      | 33       |
| Internazionale   | 2001–02          | 7     | 0    | —     | —    | 3      | 0      | 10       | 0        |
| Internazionale   | 2002–03          | 14    | 2    | —     | —    | 7      | 0      | 21       | 2        |
| Internazionale   | 2003–04          | 3     | 0    | —     | —    | 4      | 0      | 7        | 0        |
| Internazionale   | Összesen         | 24    | 2    | —     | —    | 14     | 0      | 38       | 2        |
| Beşiktaş         | 2004–05          | 22    | 0    | —     | —    | 4      | 2      | 26       | 2        |
| Beşiktaş         | 2005–06          | 21    | 1    | —     | —    | 3      | 0      | 24       | 1        |
| Beşiktaş         | Összesen         | 43    | 1    | —     | —    | 7      | 2      | 50       | 3        |
| Galatasaray      | 2006–07          | 15    | 1    | —     | —    | 3      | 0      | 18       | 1        |
| Galatasaray      | 2007–08          | 4     | 1    | —     | —    | 2      | 0      | 6        | 1        |
| Galatasaray      | Összesen         | 19    | 2    | —     | —    | 5      | 0      | 24       | 2        |
| İstanbul BB      | 2008–09          | 17    | 0    | 1     | 0    | —      | —      | 18       | 0        |
| İstanbul BB      | 2009–10          | 11    | 0    | 2     | 0    | —      | —      | 13       | 0        |
| İstanbul BB      | Összesen         | 28    | 0    | 3     | 0    | —      | —      | 31       | 0        |
| Karrier összesen | Karrier összesen | 302   | 35   | 3     | 0    | 65     | 5      | 369      | 40       |

### A válogatottban
| Nemzet      | Év       | Mérkőzés | Gól |
| ----------- | -------- | -------- | --- |
| Törökország | 1992     | 1        | 0   |
| Törökország | 1998     | 3        | 0   |
| Törökország | 1999     | 5        | 0   |
| Törökország | 2000     | 8        | 2   |
| Törökország | 2001     | 9        | 2   |
| Törökország | 2002     | 7        | 2   |
| Törökország | 2003     | 9        | 1   |
| Törökország | 2004     | 9        | 0   |
| Törökország | 2005     | 4        | 1   |
| Törökország | 2010     | 1        | 0   |
| Összesen    | Összesen | 56       | 8   |

### Edzőként
2022. november 12-én frissítve.
| Csapat              | Kinevezés            | Távozás           | Mérleg | Mérleg | Mérleg | Mérleg | Mérleg     |
| Csapat              | Kinevezés            | Távozás           | M      | GY     | D      | V      | Győzelem % |
| ------------------- | -------------------- | ----------------- | ------ | ------ | ------ | ------ | ---------- |
| Elazığspor          | 2013. október 30.    | 2014. június 2.   | 34     | 13     | 5      | 16     | 38.24      |
| Gaziantepspor       | 2014. augusztus 1.   | 2015. június 10.  | 42     | 15     | 9      | 18     | 35.71      |
| Sivasspor           | 2015. október 27.    | 2016. február 8.  | 11     | 2      | 2      | 7      | 18.18      |
| Göztepe             | 2016. augusztus 1.   | 2017. március 22. | 32     | 14     | 7      | 11     | 43.75      |
| Akhisarspor         | 2017. március 28.    | 2018. június 30.  | 54     | 24     | 11     | 19     | 44.44      |
| Çaykur Rizespor     | 2018. szeptember 24. | 2019. május 29.   | 32     | 11     | 12     | 9      | 34.38      |
| İstanbul Başakşehir | 2019. június 11.     | 2021. január 29.  | 79     | 36     | 18     | 25     | 45.57      |
| Galatasaray         | 2022. június 23.     | jelenlegi         | 15     | 10     | 3      | 2      | 66.67      |
| Összesen            | Összesen             | Összesen          | 298    | 123    | 68     | 107    | 41.28      |

## Sikerei, díjai

### Játékosként
Galatasaray
- Török bajnok: 1992–93, 1993–94, 1996–97, 1997–98, 1998–99, 1999–2000, 2007–08
- UEFA-kupa: 1999–2000
- UEFA-szuperkupa: 2000

Törökország
- Világbajnokság bronzérmes: 2002

### Edzőként
Akhisarspor
- Török kupa: 2017–18[11]

İstanbul Başakşehir
- Török bajnok: 2019–20[12]